# Stygocyathura curassavica
Stygocyathura curassavica är en kräftdjursart som först beskrevs av Stork 1940.  Stygocyathura curassavica ingår i släktet Stygocyathura och familjen Anthuridae. Inga underarter finns listade i Catalogue of Life.